# Józefa Ledwig
Józefa Ledwig, später Józefa Bęben, (* 18. April 1935 in Szerzyny) ist eine ehemalige polnische Volleyballspielerin, die zwei olympische Medaillen gewann.

## Karriere
Bei der Weltmeisterschaft 1962 gewannen die Polinnen ihre Vorrundengruppe und belegten dann in der Hauptrunde den dritten Platz hinter den Mannschaften aus Japan und aus der Sowjetunion. 
1963 bei der Europameisterschaft in Rumänien gewann sie mit der polnischen Mannschaft die Silbermedaille hinter der sowjetischen Mannschaft.
Im Jahr darauf fand bei den Olympischen Spielen 1964 die olympische Premiere für Volleyball statt. Die polnische Mannschaft erreichte den dritten Platz hinter den Japanerinnen und der Auswahl aus der Sowjetunion. Ledwig kam in den Spielen gegen Südkorea und Japan zum Einsatz und erzielte sechs Punkte.
An der Weltmeisterschaft 1967 nahm die polnische Mannschaft, wie alle anderen Ostblockmannschaften, nicht teil, nachdem es mit den gastgebenden Japanern zu keiner Einigung über die Bezeichnungen für die zur Teilnahme qualifizierten Teams aus Nordkorea und aus der DDR kam. Bei der Europameisterschaft 1967 gewannen die Polinnen wieder die Silbermedaille hinter der Mannschaft aus der Sowjetunion.
1968 wurde das olympische Volleyballturnier in Mexiko-Stadt ausgetragen. Es siegte die sowjetische Mannschaft vor den Japanerinnen und den Polinnen. Ledwig war in allen sieben Spielen dabei und erzielte 25 individuelle Punkte.